# Volker Volkens
Volker Volkens (* 1943 in Kiel) ist ein deutscher Kunstsammler aus Karlsruhe.

## Privatsammlung Iris und Volker Volkens
Die Privatsammlung Iris und Volker Volkens umfasst ungefähr 2000 Objekte, hauptsächlich Malereien des Künstlers Horst Antes, Originalgrafiken aus dem Bereich Pop Art sowie präkolumbische und indigene Kunst (Malerei, Textilkunst, Plastiken). Zu den Pop Art Werken gehören beispielsweise signierte Grafiken von Andy Warhol oder Roy Lichtenstein. Nach Volkens macht ein Künstler durch seine Signatur einen Druck zu einem Original. Volkens’ Mola-Sammlung der Kuna gilt mit ungefähr 1500 Stücken als die größte ihrer Art in Europa. Einige Arbeiten stammen unter anderem aus dem Privatbesitz des amerikanischen Ethnologen und Sammlers Kit Kapp.
Exponate aus seiner ebenfalls umfangreichen Kachina-Sammlung des Pueblo-Stammes der Hopi stellte Volkens als Leihgabe zur Verfügung, wodurch diese zu diversen Anlässen zum Teil erstmals öffentlich angesehen werden konnten. Für die Friedrichshafener Ausstellung 2014 des Galeristen Bernd Lutze mit 60 Kachina-Figuren stellte die Privatsammlung Volkens neben der Studienstiftung Antes den Großteil der exponierten Werke; wahrscheinlich war dies die erste Hopi-Kachina-Ausstellung in Deutschland überhaupt.
Zur Kennzeichnung seiner Provenienz entwarf sein Freund Horst Antes eigens für Volkens einen persönlichen Sammlerstempel.

### Ausstellungen zur Sammlung (Auszug)
- 2017: Kachina-Figuren der Pueblo-Indianer. Galerie Clemens Thimme, Karlsruhe.[7]
- 2016: Das Kapital. Schuld, Territorium, Utopie. Nationalgalerie Berlin.[8]
- 2014: Kachina-Figuren der Hopi-Indianer. Galerie Bernd Lutze, Friedrichshafen.[5]
- 2012: Molas, Textile Körperbilder der Kuna Indianer aus der Sammlung Volkens, Karlsruhe. Kunsthalle Göppingen.[9]
- 2012: Auf den Spuren von Sammlern und Mola-Forschern. Molas. Textile Körperbilder der Kuna. Schloss Filseck.[3]
- 2007: Textilkunst der Kuna-Indianer aus Panama. Kunstverein Ulm, Galerie Sebastianskapelle, Ulm.[10]
- 2005: Horst Antes – Zeichnungen 2005. Galerie Bernd Lutze, Friedrichshafen.[11]
- 1994: Horst Antes. Die Privatsammlung Iris und Volker Volkens. Schloss Wiligrad, Mecklenburg-Vorpommern.[1]
- 1994: Horst Antes. Die Privatsammlung Iris und Volker Volkens. Künstlergruppe Die Burg, Burg zu Burghausen.[12]